# Attrattore di Hénon

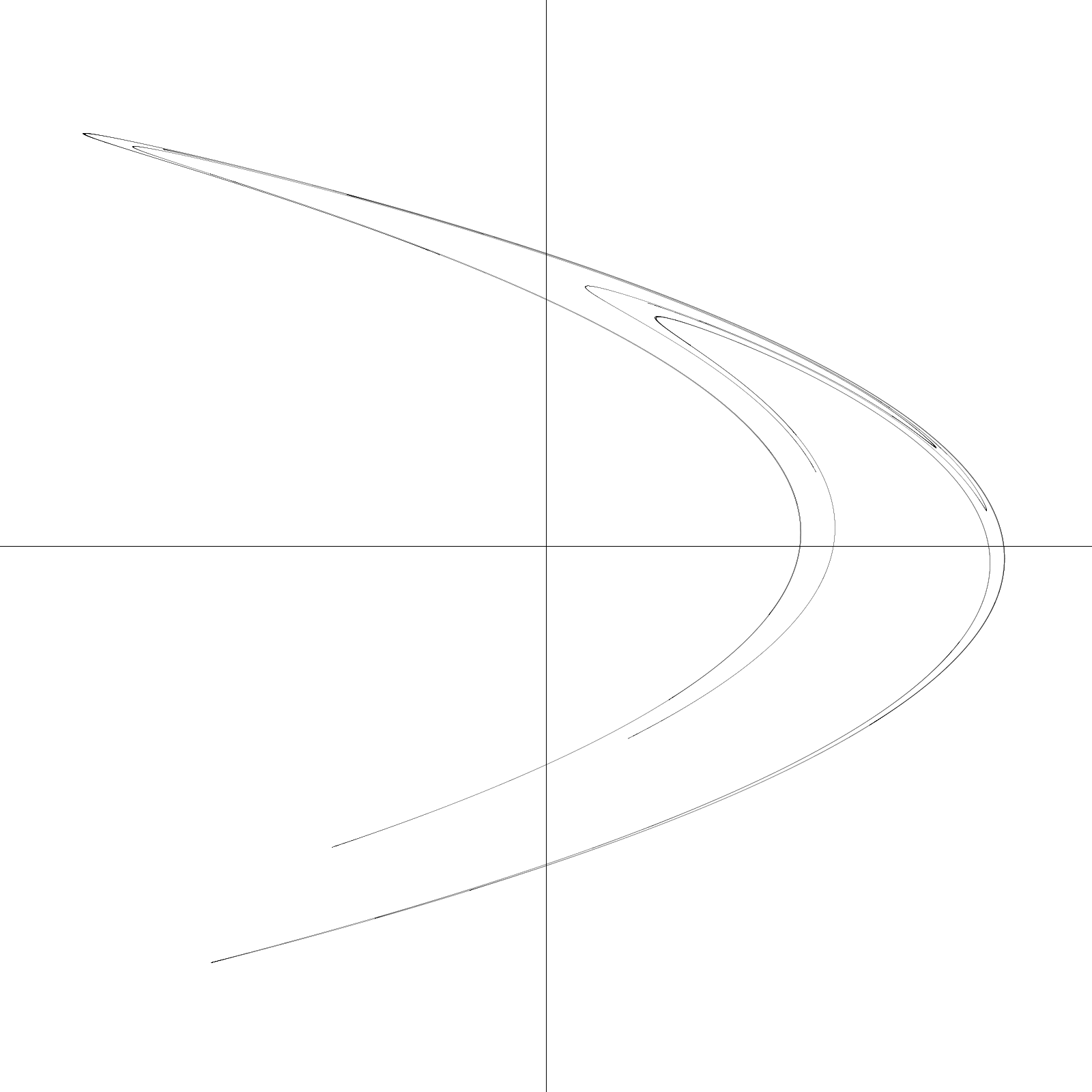
Attrattore di Hénon

L'attrattore di Hénon è un attrattore strano ideato da Michel Hénon, astronomo all'Osservatorio di Nizza. 
Egli osservò che per determinati valori di energia le intersezioni tra le orbite degli oggetti celesti ed un piano immaginario davano luogo ad una forma geometrica abbastanza regolare, mentre per energie più elevate, tali orbite erano caotiche. Studiò allora un modello geometrico che fosse dato da semplici trasformazioni topologiche come stiramenti e contrazioni.
(Caos di J. Gleick)
La coppia di formule che trovò, fu la seguente:
{\displaystyle {\begin{cases}x_{t+1}=y_{t}+1-1,4\ x_{t}^{2}\\y_{t+1}=0,3\ x_{t}\end{cases}}}
La figura risultante assomigliava a una specie di banana costituita da più linee. La caratteristica più sorprendente tuttavia era rappresentata dal fatto che quelle linee che apparivano uniche, se ingrandite, erano in realtà costituite da due linee distinte, che a loro volta, ad ingrandimenti maggiori, diventavano quattro, otto,...
Anche in questo caso dunque, come con l'attrattore di Lorenz, infinite linee distinte l'una dall'altra giacciono in uno spazio ben confinato. Mentre però con quello di Lorenz venivano utilizzate equazioni differenziali, dunque con differenze continue, le equazioni dell'attrattore di Hénon hanno differenze finite, variazioni discrete nel tempo.